# Суджін
Со Суджін (кор. 서수진, 徐穗珍, Seo Su-jin, нар. 9 березня 1998, Хвасон, провінція Кьонгі, Південна Корея), відома за мононімом Суджін (кор. 수진) — південнокорейська співачка, танцюристка, колишня учасниця (G)I-DLE (2018—2021). У листопаді 2023 дебютувала із сольним мініальбомом Agassy.

## Життєпис

### Ранній життєпис
Народилася 1998 року в Кьонгі у Південній Кореї. Здобувала освіту в Корейській середній школі мистецтв. Навчалася джазовому танцю з самого дитинства з ініціативи матері. Займалася тхеквондо. Спочатку батько співачки не підтримував її вибір кар'єри, але потім дозволив слідувати за мрією.

### Пре-дебют
Суджін тренувалася в DN Entertainment і спочатку мала стати учасницею жіночого гурту Vividiva під своїм сценічним псевдонімом N.Na (кор. 앤나). Вона брала участь у кількох виступах та фотосесіях гурту, але потім залишила гурт у 2015 році.
У 2016 році Суджін стала стажеркою в CUBE Entertainment. У 2017—2018 роках вона з'явилася в сольних кліпах Со Йон на пісні «Jelly» та «Idle Song» як невідома дівчина в масці.

### 2018—2022: Дебют у (G)I-DLE, сольна активність та відхід з (G)I-DLE
22 березня 2018 року Cube Entertainment оголосив про заснування нового жіночого гурту. 10 квітня 2018 року Суджін була представлена як офіційна учасниця (G)I-DLE.
(G) I-DLE офіційно дебютували 2 травня 2018 року з мініальбомом I Am та синглом « Latata». Дебютний шоукейс відбувся у Blue Square iMarket Hall того ж дня. Наступного дня гурт вперше виступив на M Countdown.
У жовтні 2020 року Glance TV представили своє нове модне шоу Minnie Soojin's i'M THE TREND, а Мінні та Суджін виступили на ньому ведучими. Дует щоразу боротиметься за титул «Тренд-центру», який є комбінацією тренд-сеттера та ідол-центру. Крім того, дует демонструє особливості свого стилю, різні вбрання, поради з шопінгу та відеокліп про моду. Прем'єра шоу відбулася 14 жовтня на каналі Naver Style TV.
4 березня 2021 року було оголошено, що Суджін тимчасово припинить всю свою діяльність після оголошення про знущання над нею з боку колишніх однокласників. 14 серпня в компанії CUBE Entertainment повідомили, що Суджін залишає гурт, хоча вона залишиться співпрацювати з цим агентством. (G)I-dle також продовжить свою діяльність як жіночий гурт з п'яти учасниць після її від'їзду.
5 березня 2022 року Cube Entertainment оголосила, що вони офіційно розірвали контракт із Суджін після того, як розслідування дійшло висновку, що обвинувачі не винні у поширенні неправдивої інформації.
8 вересня 2022 року адвокат Суджін оприлюднив заяву від її імені, в якій стверджував, що вона ніколи не вчиняла жодних дій насильства в школі, і що Суджін більше не буде подавати позов.

### 2023: Повернення та сольний дебют
16 жовтня 2023 року було оголошено, що Суджін підписала ексклюзивний контракт з BRD і готується до свого сольного дебюту того ж місяця. 25 жовтня було випущено відео з танцювальним виступом під назвою «Black Forest». Її перший мініальбом Agassy було випущено 8 листопада.

## Особисте життя
У серпні 2018 року ходили чутки про роман між Суджін та Хуі з бой-бенду Pentagon, після чого 3 серпня компанія заявила, що пара мала стосунки.

## Дискографія

### Мініальбоми
| Назва           | Деталі                                                                              | Пікові позиції у чартах | Продажі                   |
| Назва           | Деталі                                                                              | KOR                     | Продажі                   |
| --------------- | ----------------------------------------------------------------------------------- | ----------------------- | ------------------------- |
| Agassy (아가씨) | - Реліз: 8 листопада 2023 - Лейбл: BRD - Формат: CD, цифрове завантаження, стриминг | 7                       | - Південна Корея: 107,726 |
| Rizz            | - Реліз: 23 травня 2024 - Лейбл: BRD - Формат: CD, цифрове завантаження, стриминг   | 7                       | - Південна Корея: 80,300  |

### Сингли
| Назва             | Рік  | Пікові позиції у чартах | Альбом |
| Назва             | Рік  | KOR DL                  | Альбом |
| ----------------- | ---- | ----------------------- | ------ |
| «Agassy» (아가씨) | 2023 | 84                      | Agassy |
| «Mona Lisa»       | 2024 | 172                     | Rizz   |

## Фільмографія

### Розважальні шоу
| Рік  | Назва                         | Мережа                    | Нотатки                 | Прим.  |
| ---- | ----------------------------- | ------------------------- | ----------------------- | ------ |
| 2020 | Minnie Soojin's i'M THE TREND | Glance TV, Naver Style TV | Разом з співачкою Мінні | [ 15 ] |

### Зйомки у відеокліпах
| Рік  | Пісня       | Режисер    | Результат            |
| ---- | ----------- | ---------- | -------------------- |
| 2017 | «Jelly»     | Чон Со Йон | Поява в масці лисиці |
| 2018 | «Idle Song» | Чон Со Йон | Поява в масці лисиці |